# Suuri-Kaijo och Keski-Kaijo
Suuri-Kaijo och Keski-Kaijo är en sjö i kommunen Lapinlax i landskapet Norra Savolax i Finland. Sjön ligger 117,5 meter över havet. Arean är 15 hektar och strandlinjen är 4,07 kilometer lång.  Den  ingår i Vuoksens huvudavrinningsområde.  Sjön ligger omkring 55 kilometer norr om Kuopio och omkring 390 kilometer norr om Helsingfors. 
Sjöarna är långsmala och orienterade i nordsydlig riktning med Suuri-Kaijo i söder. De är förenade med ett smalt sund över vilket en landsväg går. Suuri-Kaijo och Keski-Kaijo ligger nordväst om sjön Suuri-Jonsa och några kilometer väster om den större sjön Syväri.